# Boris Mielnikow
Boris Nikołajewicz Mielnikow (ros. Борис Николаевич Мельников, ur. 1896 w Selenginsku w obwodzie zabajkalskim, zm. 28 lipca 1938) – radziecki dyplomata i funkcjonariusz Kominternu.

## Życiorys
W 1916 wstąpił do SDPRR(b), 1916-1917 służył w rosyjskiej armii, skończył Michajłowską Szkołę Artylerii, w 1917 był członkiem i sekretarzem Irkuckiego Komitetu Rewolucyjnego i do 1918 przewodniczącym Rady Troickosawskiej. W lipcu 1918 został wzięty do niewoli przez Japończyków, w grudniu 1918 odzyskał wolność, wyemigrował do Chin, został aresztowany i w 1920 zwolniony, został członkiem Rady Wojennej Tymczasowej Rady Nadmorskiej i Amurskiego Komitetu Obwodowego RKP(b) oraz wojenkomem (komisarzem wojskowym) Sztabu Frontu Amurskiego. Od 21 grudnia 1920 do 13 lipca 1921 był członkiem Rady Wojskowo-Rewolucyjnej 2 Amurskiej Armii Republiki Dalekowschodniej, w sierpniu-wrześniu 1921 wojenkomem Amurskiej Dywizji Piechoty, od 21 września do 18 grudnia 1921 dowódcą wojsk Nadmorskiego Okręgu Wojskowego, a od 18 grudnia 1921 do 2 maja 1922 członkiem Rady Wojskowo-Rewolucyjnej Frontu Wschodniego Republiki Dalekowschodniej i jednocześnie przewodniczącym Nadmorskiego Obwodowego Komitetu RKP(b). W 1922 był pomocnikiem szefa Zarządu Wywiadowczego Sztabu Armii Czerwonej i pomocnikiem głównodowodzącego na Syberii oraz szefem Oddziału II Sekcji Agenturalnej Zarządu Wywiadowczego Sztabu Armii Czerwonej, 1923-1924 pracownikiem Zarządu Pełnomocnika NKID (Ludowego Komisariatu Spraw Zagranicznych) ZSRR w Harbinie, a 1924-1928 szefem wydziału w Zarządzie Wywiadowczym Armii Czerwonej i kierownikiem Wydziału Dalekowschodniego NKID ZSRR. W latach 1928–1931 był konsulem generalnym ZSRR w Harbinie i jednocześnie członkiem Zarządu Kolei Wschodniochińskiej, od czerwca do sierpnia 1931 hargé d'affaires ZSRR w Japonii, a 1932-1933 zastępcą szefa Zarządu IV Sztabu Armii Czerwonej. W latach 1933–1935 był pełnomocnikiem NKID ZSRR przy Komitecie Wykonawczym Dalekowschodniej Rady Krajowej, od 1935 do października 1936 instruktorem odpowiedzialnym KC KP(b)U, a od października 1936 do maja 1937 kierownikiem Wydziału Łączności Międzynarodowej Komitetu Wykonawczego Kominternu. 21 lutego 1933 został odznaczony Orderem Czerwonego Sztandaru.
4 maja 1937 podczas wielkiego terroru został aresztowany, następnie skazany na śmierć i rozstrzelany.